# Bataille de Sacile
Cinquième Coalition
Batailles
Campagne d'Allemagne et d'Autriche
- Sacile
- Teugen-Hausen
- Raszyn
- Abensberg
- Landshut
- Eckmühl
- Ratisbonne
- Neumarkt
- Radzymin (en)
- Caldiero
- Dalmatie
- Ebersberg
- Piave
- Malborghetto
- Linz (en)
- Essling
- Sankt Michael
- Stralsund
- Raab
- Gratz
- Wagram
- Korneuburg
- Stockerau
- Gefrees (en)
- Hollabrunn
- Schöngrabern (en)
- Znaïm
- Ölper

Batailles navales
- Martinique
- Sables-d'Olonne
- Île d'Aix
- Walcheren
- Lissa
- Pelagosa

Campagne de l'île Maurice
- Sainte-Rose
- Saint-Paul
- Île Bonaparte
- Grand Port
- Île de France
- Tamatave

Campagne d'Espagne
Rébellion du Tyrol
La bataille de Sacile eut lieu le 16 avril 1809, entre les 40 000 Autrichiens sous les ordres de l'archiduc Jean, et les 36 000 Français et Italiens commandés par Eugène de Beauharnais, vice-roi d'Italie. L’action s’est déroulée à l’est de la rivière Livenza près de Sacile dans l’actuelle province de Pordenone, pendant la guerre de la Cinquième Coalition, qui fait partie des guerres napoléoniennes. 
Après de durs combats sur ce théâtre secondaire, un mouvement autrichien sur l'aile des armées franco-italiennes força Eugène à battre en retraite. La victoire tactique revient aux Autrichiens, mais les pertes furent à peu près équivalentes dans chaque camp.
Pour des articles plus généraux, voir Guerre de la cinquième coalition et Campagne d'Allemagne et d'Autriche.

## Contexte
Début 1809, l’Empire autrichien de l’empereur François II décida d’entrer en guerre contre le Premier Empire français de l’empereur Napoléon Ier. L’Autriche massa son armée principale dans la vallée du Danube sous le commandement du généralissime archiduc Charles. Bien que l’Italie soit considérée comme un théâtre mineur, Charles et le haut commandement autrichien assignèrent deux corps à l’armée d’Autriche intérieure sous le commandement de l’archiduc Jean.
Conscient que l’Autriche avait probablement l’intention de faire la guerre, Napoléon renforça l’armée d’Italie sous le commandement d’Eugène de Beauharnais, portant la composante française à un effectif de six divisions d’infanterie et trois divisions de cavalerie. Beaucoup de ces troupes « françaises » étaient italiennes, puisque des parties du nord-ouest de l’Italie avaient été annexées à la France. En outre, le vice-roi Eugène forme trois divisions d’infanterie italiennes. L’armée franco-italienne comptait 70 000 soldats, bien qu’ils soient quelque peu dispersés dans le nord de l’Italie.

## Le déroulement
En avril 1809, le prince Eugène de Beauharnais, devant la menace que constitue les troupes de archiduc Jean d'Autriche, positionne ses troupes en Frioul et Vénétie. La 3e division, menée par le général Grenier est en particulier basée à Sacile.
Devant l'avance autrichienne rapide, les troupes franco-italiennes se replient derrière le fleuve Tagliamento, puis derrière la Livenza. Le 14 avril, le prince Eugène de Beauharnais organise la défense sur cette ligne et inspecte notamment Sacile, où il décide de faire construire de nouveaux ponts par le 102e régiment d'infanterie, pour faciliter la contre-attaque.
Le 16 avril, Eugène de Beauharnais, commande contre l'avis de son état-major de tenir Sacile, bien qu'en infériorité numérique (36 000 hommes contre 40 000 Autrichiens). Des combats de retardement de l'avance ennemie, à Pordenone, à Ospedaletto (Gemona del Friuli) (it) sont autant de sacrifices français.
Toute la matinée, le 102e régiment devra combattre plus de cinq heures, autour du pont de Sacile, sans soutien de sa cavalerie précédemment décimée, et contre celle de l'archiduc, laquelle est en outre appuyée par quelques pièces d'artillerie. Finalement, les troupes lâchent pied et une retraite en désordre a lieu, en direction de la Piave, atteinte le 19 avril, et l'Adige, le 27 avril, où elles se réorganisent.

## Conséquences
Le bilan de la bataille de Sacile est de 3 000 morts et 3 500 blessés. 15 canons perdus. Presque moitié moins côté autrichien, 3 600 morts ou blessés et 500 prisonniers.
L'archiduc commet alors l'erreur tactique de ne pas exploiter cet avantage, car le temps est particulièrement mauvais. Il décide de souffler quelques jours.
Napoléon ne sera mis au courant de la situation réelle que le 30 avril, mais entre-temps, Eugène de Beauharnais, qui est fier et ne veut pas laisser le commandement à Murat, fera semblant de ne pas avoir reçu l'ordre envoyé par l'empereur, et aura déjà lancé une contre-attaque efficace le 28 avril sur les 30 000 hommes de l'avant-garde de l'archiduc.
Ayant rétabli la situation et avec l'aide de Macdonald, envoyé en renfort, il saura réorganiser son armée, repousser les Autrichiens, les prendre en tenaille avec l'armée d'Allemagne, jusqu'à la victoire décisive de Wagram.